# Općinska nogometna liga Daruvar 1979./80.
Općinska nogometna liga Daruvar je bila liga sedmog stupnja nogometnog prvenstva Jugoslavije u sezoni 1979./80. 

Sudjelovalo je 11 klubova, a prvak je bio klub "Dinamo" iz Dežanovca. 

## Sustav natjecanja
11 klubova je igralo dvokružnu ligu (22 kola, 20 utakmica po klubu). 

## Ljestvica
| mj. | klub                         | ut. | pob | ner | por | gol+ | gol- | bod |
| --- | ---------------------------- | --- | --- | --- | --- | ---- | ---- | --- |
| 1.  | Dinamo Dežanovac             | 20  | 14  | 3   | 3   | 90   | 38   | 31  |
| 2.  | Sokol Sokolovac              | 20  | 12  | 5   | 3   | 90   | 33   | 29  |
| 3.  | Partizan Veliki Bastaji      | 20  | 12  | 5   | 3   | 77   | 40   | 29  |
| 4.  | Mladost Daruvarski Brestovac | 20  | 11  | 4   | 5   | 74   | 50   | 26  |
| 5.  | Polet Uljanik                | 20  | 9   | 6   | 5   | 56   | 38   | 24  |
| 6.  | Dinamo Šuplja Lipa           | 20  | 7   | 7   | 6   | 46   | 60   | 21  |
| 7.  | Partizan Batinjani           | 20  | 7   | 6   | 7   | 49   | 56   | 20  |
| 8.  | Omladinac Ivanovo Polje      | 20  | 5   | 3   | 12  | 41   | 71   | 13  |
| 9.  | Imsovac                      | 20  | 6   | 0   | 14  | 59   | 78   | 12  |
| 10. | Borac Markovac               | 20  | 3   | 4   | 13  | 42   | 72   | 10  |
| 11. | Naša krila Mala Maslenjača   | 20  | 2   | 1   | 17  | 37   | 128  | 5   |

- Daruvarski Brestovac – također iskazan kao Brestovac Daruvarski
- Mala Maslenjača – tada samostalno naselje, od 2001. dio naselja Maslenjača

## Rezultatska križaljka
| kratica | klub                         | BOR | DIND | DINŠL | IMS | MLA | NAŠK | OML | PARB | PARVB | POL | SOK |
| --- | ---------------------------- | --- | ---- | ----- | --- | --- | ---- | --- | ---- | ----- | --- | --- |
| BOR | Borac Markovac               |     |      |       |     |     |      |     |      |       |     |     |
| DIND | Dinamo Dežanovac             |     |      |       |     |     |      |     |      |       |     |     |
| DINŠL | Dinamo Šuplja Lipa           |     |      |       |     |     |      |     |      |       |     |     |
| IMS | Imsovac                      |     |      |       |     |     |      |     |      |       |     |     |
| MLA | Mladost Daruvarski Brestovac |     |      |       |     |     |      |     |      |       |     |     |
| NAŠK | Naša krila Mala Maslenjača   |     |      |       |     |     |      |     |      |       |     |     |
| OML | Omladinac Ivanovo Polje      |     |      |       |     |     |      |     |      |       |     |     |
| PARB | Partizan Batinjani           |     |      |       |     |     |      |     |      |       |     |     |
| PARVB | Partizan Veliki Bastaji      |     |      |       |     |     |      |     |      |       |     |     |
| POL | Polet Uljanik                |     |      |       |     |     |      |     |      |       |     |     |
| SOK | Sokol Sokolovac              |     |      |       |     |     |      |     |      |       |     |     |
| |                              |     |      |       |     |     |      |     |      |       |     |     |
| podebljan rezultat - utakmice od 1. do 11. kola (1. utakmica između klubova) rezultat normalne debljine - utakmice od 12. do 22. kola (2. utakmica između klubova) rezultat nakošen - nije vidljiv redoslijed odigravanja međusobnih utakmica iz dostupnih izvora rezultat smanjen * - iz dostupnih izvora nije uočljiv domaćin susreta prekrižen rezultat - poništena ili brisana utakmica p - utakmica prekinuta 3:0 p.f. / 0:3 p.f. - rezultat 3:0 bez borbe n.i. - nije igrano |                              |     |      |       |     |     |      |     |      |       |     |     |

 Izvori: